# Kacper Wierzchoś
Kacper Wierzchoś, né 1988 à Lublin (Pologne), est un astronome polonais.

## Biographie
Il est le fils de Jacek Wierzchoś, chimiste et ancien employé de l'Académie polonaise des sciences, et de Janina Wierzchoś, dentiste. Au début des années 1990, sa famille a immigré en Espagne, où il est devenu diplômé en physique de l'Université Complutense de Madrid. En 2019, il a soutenu son doctorat, concernant les comètes, à l'université du Sud de la Floride. Il travaille actuellement à l'observatoire du Mount Lemmon Survey dans le cadre du projet Catalina Sky Survey.
Dans ce contexte, il a découvert plusieurs astéroïdes. En particulier, le 15 février 2020, avec Theodore Pruyne, il a découvert l'astéroïde 2020 CD3, alors satellite temporaire de la Terre. En avril de la même année, il a découvert une comète à longue période, qui porte en conséquence son nom : C/2020 H3 (Wierzchoś). En septembre 2021, il découvre sa deuxième comète, la première périodique : P/2021 R4 (Wierzchoś),. Il a depuis découvert plusieurs autres comètes : P/2021 U1 (Wierzchoś), P/2022 B1 (Wierzchoś), C/2024 E1 (Wierzchoś) et C/2024 G1 (Wierzchoś).
Il est marié et vit avec sa femme à Tucson, en Arizona. Il parle polonais, espagnol, anglais et catalan.
L'astéroïde (594782) Kacperwierzchoś porte son nom,.